# Scheepers
Scheepers è l'album di esordio da solista di Ralf Scheepers, frontman dei Primal Fear, ex Gamma Ray e Tyran' Pace.
In questo disco, per la prima volta, si affrontano e confrontano  Ralf e Tim Ripper Owens; questo è infatti un duetto attesissimo dai fans, in quanto i due cantanti hanno un timbro molto simile e sono stati entrambi in lizza per sostituire Rob Halford nei Judas Priest parecchi anni prima.

## Tracce
1. Locked in the Dungeon – 4:08
2. Remission of Sin (feat. Tim Ripper Owens) – 4:09
3. Cyberfreak – 3:45
4. The Fall – 4:05
5. Doomsday – 6:29
6. Saints of Rock (cover Tyran' Pace) – 4:33
7. Before the Dawn (cover Judas Priest) – 3:07
8. Back on the Track – 4:41
9. Dynasty – 3:58
10. The Pain of the Accused – 6:19
11. Play with the Fire – 4:09
12. Compassion – 3:16

## Stile
L'album presenta sonorità graffianti e aggressive tipiche del Power metal di Ralf Scheepers commistionato ad un ritorno alla 'classicità' priestiana subito avvertibile dalla presenza della cover 'Before the Down'. Oltre a questa è presente anche una cover della band di esordio del cantante (i Tyran' Pace), 'Saints of Rock' (dell'album Watching You).

## Formazione
- Ralf Scheepers – voce, chitarra acustica, tastiere
- Magnus Karlsson – chitarra, banjo, tastiere, fisarmonica
- Sander Gommans – Chitarra
- Mat Sinner – basso, tastiere
- Snowy Shaw – batteria

## Ospiti
- Tim "Ripper" Owens – Voce Solista in Remission of Sin
- Kai Hansen – Chitarra
- Mike Chlasciak – Chitarra
- Alex Beyrodt – Chitarra
- Victor Smolsky – Chitarra